# Selitë, Mallakastër
Selitë, Mallakastër là một xã trong quận Mallakastër thuộc hạt Fier, Albania. Dân số năm 2005 là 1788 người.